# Acalyptris scirpi
Acalyptris scirpi là một loài bướm đêm thuộc họ Nepticulidae. Nó được tìm thấy ở Utah.
Ấu trùng ăn Scirpus paludosus. Chúng ăn lá nơi chúng làm tổ.